# Wasserturm Remscheid
Der Wasserturm Remscheid, im Volksmund auch Waterbölles genannt, ist neben dem Rathaus Remscheid eines der das Stadtbild bestimmenden Gebäude in der kreisfreien bergischen Großstadt Remscheid in Nordrhein-Westfalen. Er wurde am 1. März 1884 eingeweiht und damals auch scherzhaft als „Dicker Daumen des Kämmereres“ bezeichnet. Anfang der 50er Jahre veranstaltete der RGA einen Wettbewerb, um einen volkstümlichen Spitznamen für den Turm zu finden. Da wurde der Begriff „Waterbölles“ kreiert. Denselben Namen wählte 2006 Lothar Kaiser für die zweite Remscheider Online-Zeitung (rga-online startete als erste Remscheider Online-Zeitung im Juni 1996). 

## Lage und Beschreibung

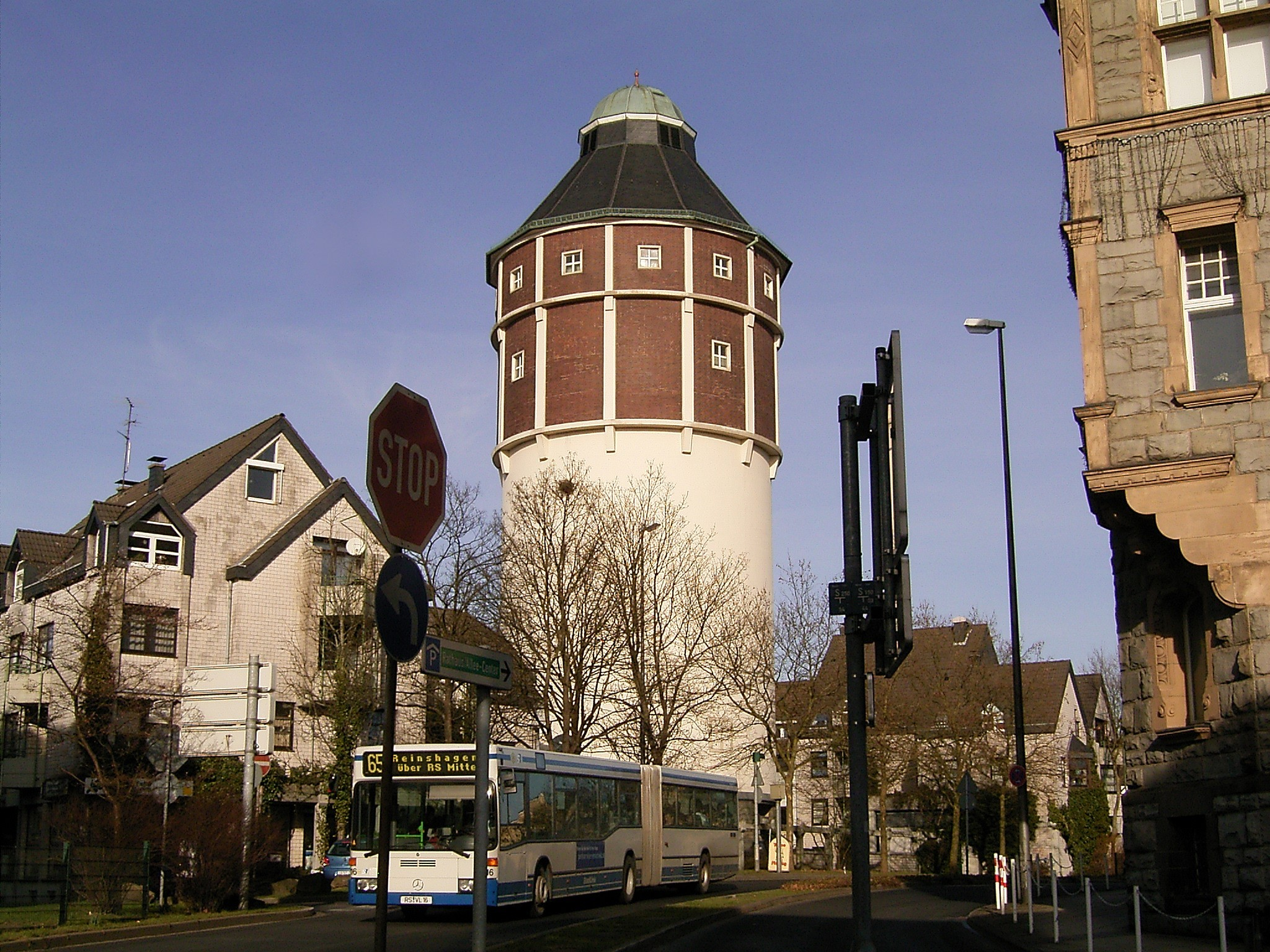
Remscheider Wasserturm

Der Wasserturm steht an der „Hochstraße“ und befindet sich zusammen mit dem Rathaus, dem davorstehenden Bergischen Löwen auf den Theodor-Heuss-Platz und dem Allee-Center auf der zweithöchsten Erhebung der Stadt auf einer Höhe von etwa 365 Metern über Normalnull im Stadtbezirk Alt-Remscheid. Er prägt zusammen mit dem 62 Meter hohen Rathausturm charakteristisch die Silhouette der Stadt. Zugleich stellt er eine weithin sichtbare Landmarke dar.
Für die Trinkwasserversorgung der aufstrebenden Industriestadt Remscheid in den Jahren 1881–1883 wurde der Wasserturm zusammen mit einem Wasserwerk im Eschbachtal sowie einem Leitungsnetz erbaut. In den Jahren 1889–1891 wurde als Ergänzung die Eschbachtalsperre, die erste Talsperre mit einem Damm aus Mauerwerk in Deutschland, zur Sicherstellung der Wasserversorgung errichtet. Der nach dem Intze-Prinzip errichtete Turm ist in topografischen Karten erstmals in der Preußischen Neuaufnahme der Jahre 1893 bis 1895 verzeichnet. Er besaß zunächst ein Fassungsvermögen von 400 m³. Da dieses schon bald nicht mehr ausreichte, wurde der Wasserturm 1906–1908 umgebaut und auf den bestehenden Sockel wurde ein Behälter mit einem Fassungsvermögen von nunmehr 1500 m³ gesetzt. Eine Sanierung des Turms wurde 2002 abgeschossen. Er ist bis heute in Betrieb und stellt zusammen mit dem Wasserturm an der Baisieper Straße sowie zwei weiteren Wasserbehältern die Trinkwasserversorgung von Remscheid sicher.
Der unter Denkmalschutz stehende Turm ist gemauert und im unteren Bereich verputzt und weiß gestrichen. Hierüber befinden sich die Etagen mit dem Wassertank. Sie haben einen zwölfeckigen Grundriss mit sichtbaremn Backsteinmauerwerk, an den Ecken unterteilt von verputzten Pilastern, und verfügen über Fenster. Das verschieferte Dach hat die gleiche Form und besitzt eine mit Kupferblech verkleidete Haube.